# Негрете Ариас, Мануэль
Мануэль Негрете Ариас (исп. Manuel "Manolo" Negrete Arias; род. 11 марта 1959 года в Сьюдад-Альтамирано, Мексика) — мексиканский футболист, полузащитник известный по выступлениям за клубы УНАМ Пумас и сборной Мексики. Участник Чемпионата мира 1986 года. С 2004 года работает тренером. Автор самого красивого гола чемпионатов мира.

## Клубная карьера
Негрете воспитанник клуба УНАМ Пумас. В 1979 году он дебютировал за основной состав в мексиканской Примере. В составе команды Мануэль дважды выиграл Кубок чемпионов КОНКАКАФ, а также Межамериканский кубок и чемпионат Мексики. За «пум» Негрете выступал на протяжении семи сезонов. В 1986 году он уехал в Европу, где выступал за Лиссабонский «Спортинг», а затем «одноимённый клуб» из Хихона.
В 1987 году Негрете вернулся в родной «Пумас». За пум Мануэль выступал ещё четыре года с перерывом на сезон в «Монтеррее», с которым он завоевал Кубок Мексики. В 1992 году Негрете перешёл в «Атланте». С клубом из Канкуна он выиграл Примеру. В конце сезона он покинул команду и по сезону отыграл за «Торос Неса» и «Акапулько». В 1995 году Мануэль вернулся в «Атланте», где и завершил карьеру.

## Международная карьера
23 июня 1981 года в товарищеском матче против сборной Испании Негрете дебютировал за сборную Мексики. 16 августа 1984 года в поединке против сборной Финляндии он забил свой первый гол за национальную команду.
В 1986 году Мануэль попал в заявку сборной на участие в домашнем Чемпионате мира. На турнире он сыграл в поединках против сборных Болгарии, Ирака, Парагвая, Бельгии и ФРГ. В поединке против болгар он забил гол. По итогам голосования болельщиков в 2018 году ФИФА признала данный гол самым красивым за всю историю проведения чемпионатов мира.

### Голы за сборную Мексики
| #   | Дата             | Место                                                            | Противник         | Счёт | Соревнование        |
| --- | ---------------- | ---------------------------------------------------------------- | ----------------- | ---- | ------------------- |
| 01. | 16 августа 1984  | Олимпийский стадион, Хельсинки Финляндия                         | Финляндия         | 0:3  | Товарищеский матч   |
| 02. | 1 марта 1984     | Ференц Пушкаш, Будапешт, Венгрия                                 | Венгрия           | 0:2  | Товарищеский матч   |
| 03. | 18 сентября 1984 | Эстадио Университарио, Сан Николас де лос Гарса, Мексика         | Аргентина         | 1:1  | Товарищеский матч   |
| 04. | 11 ноября 1984   | Стадион имени Хейсли Кроуфорда, Порт-оф-Спейн, Тринидад и Тобаго | Тринидад и Тобаго | 0:2  | Товарищеский матч   |
| 05. | 5 февраля 1985   | Ла Коррегидора, Керетаро, Мексика                                | Польша            | 5:0  | Товарищеский матч   |
| 06. | 5 февраля 1985   | Ла Коррегидора, Керетаро, Мексика                                | Польша            | 5:0  | Товарищеский матч   |
| 07. | 15 июня 1985     | Ацтека, Мехико, Мексика                                          | ФРГ               | 2:0  | Azteca Cup          |
| 08. | 11 октября 1985  | 28 марта, Бенгази, Ливия                                         | Ливия             | 1:3  | Товарищеский матч   |
| 09. | 7 декабря 1985   | Ацтека, Мехико, Мексика                                          | Алжир             | 2:0  | Кубок Мехико 1985   |
| 10. | 6 марта 1986     | Мемориал Колизей, Лос-Анджелес, США                              | Дания             | 1:1  | Товарищеский матч   |
| 11. | 15 июня 1986     | Ацтека, Мехико, Мексика                                          | Болгария          | 2:0  | Чемпионат мира 1986 |
| 12. | 21 февраля 1989  | Мемориал Колизей, Лос-Анджелес, США                              | Гватемала         | 2:1  | 1989 Friendship Cup |

## Достижения
Командные
 УНАМ Пумас
- Чемпионат Мексики по футболу — 1980/1981
- Обладатель Кубка чемпионов КОНКАКАФ — 1980
- Обладатель Кубка чемпионов КОНКАКАФ — 1982
- Обладатель Межамериканского кубка — 1980

 «Монтеррей»
- Обладатель Кубка Мексики — 1991

 «Атланте»
- Чемпионат Мексики по футболу — 1993